# جهانگیر خورشیدی
جهانگیر خورشیدی یا میرجهانگیر خورشیدی بیست و یکمین حاکم دودمان اتابکان لر کوچک و فرزند شاه رستم خورشیدی است. او پس از مرگ پدرش بر لر کوچک حکومت کرد و در نهایت با دستور شاه تهماسب صفوی کشته شد.

## حکومت
دایرةالمعارف بزرگ اسلامی دربارهٔ او می‌نویسد: «جهانگیر پس از قتل برادر حکومت یافت، اما به سبب نافرمانی از صفویان، عبدالله خان استاجلو حاکم همدان در ۹۴۹ قمری از سوی شاه طهماسب به لرستان سپاه برد و جهانگیر را به قتل آورد.»

## روابط با صفویان
اسکندر بیگ ترکمان در کتاب عالم آرای عباسی در باب روابط جهانگیر خورشیدی با صفویان می‌نویسد:
در سال ۹۴۷ قمری در جریان سفری که شاه تهماسپ، پس از تصرف بغداد، برای نبرد با والی دزفول، علاءالدوله عناشی، از لر کوچک عبور می‌کرد، جهانگیر اتابک را در خرم‌آباد به حضور پذیرفت و وی را مورد لطف و نوازش قرارداد. —اسکندر بیگ ترکمان، عالم آرای عباسی
اما این روابط خوب چندان دوامی نداشت چرا که در سال ۹۴۹ قمری شاه تهماسب صفوی به بهانه بی‌عدالتی فراوان جهانگیر خورشیدی، عبدالله خان استاجلو حاکم همدان را به نبرد اتابک جهانگیر فرستاد.

## مرگ و جانشینی
عبدلله خان استاجلو به لرستان حمله می‌برد و جهانگیر را کشت. شرف خان بدلیسی درمورد جانشیان جهانگیر می‌نویسد: «او دو فرزند پسر به نام‌های شاه رستم و محمدی داشت. پس از قتل وی، ابومسلم گودرزی لَلِه شاه رستم، وی را با اکراه به نزد شاه تهماسپ برد. شاه نیز او را روانهٔ قلعهٔ الموت کرد. ابومسلم گودرزی نیز بخاطر این خدمت، منصب میرآخوری خاصهٔ شاه را دریافت کرد. اما محمدی فرزند دیگر جهانگیر که خردسال بود، توسط گروهی از رؤسای قبایل به قلعهٔ چنگله برده شد و از معرض دید عموم دور نگاه داشته شد. در نتیجهٔ این وضع طوایف و قبایل مقیم آن حدود به حال خود رها شدند و شرایط سیاسی اجتماعی در لرستان رو به وخامت نهاد التهاب اوضاع سبب گردید شخصی از جماعت لرها که شباهت زیادی به شاه رستم داشت، اعلام کرد که شاه رستم خود اوست که توانسته از قلعهٔ الموت گریخته و خود را نجات دهد. وی سپس به نزد خانوادهٔ شاه رستم رفت تا با تبانی با همسر شاه خود را تثبیت کند. رؤسای طوایف لرستان نیز به گرد او جمع آمدند. تهماسپ به ناچار شاه رستم واقعی را از قلعهٔ الموت آزاد نمود و فرمان لر کوچک را بنام او صادر کرد. شاه رستم به لرستان رفت و مدعی دروغین را دستگیر و بقتل رسانید.»